# 半侧蔓龙胆
半侧蔓龙胆（学名：Crawfurdia dimidiata），为龙胆科蔓龙胆属下的一个植物种。